# Ours (bài hát)
"Ours" là một bài hát của ca sĩ kiêm sáng tác âm nhạc người Mỹ Taylor Swift. Bài hát được sáng tác bởi Swift như là ca khúc bonus track từ album phòng thu thứ ba của cô, Speak Now (2010). Đây là đĩa đơn thứ sáu và cuối cùng của album được gửi đến các đài phát thanh nhạc đồng quê ở Mỹ vào ngày 5 tháng 12 năm 2011. Được sản xuất bởi Chad Carlson và Nathan Chapman, "Ours" là một bản ballad country pop tinh tế với phần sản xuất chịu ảnh hưởng của folk, giúp làm nổi bật giọng hát của Swift. Lời bài hát miêu tả sự kiên cường của một cặp đôi trẻ để bảo vệ mối quan hệ của họ bất chấp sự soi mói của người khác.
Swift đã trình diễn "Ours" tại Giải thưởng Country Music Association năm 2011. Bài hát ngay lập tức xuất hiện trên iTunes Top 100 của Mỹ và ra mắt ở vị trí thứ 5 trên bảng xếp hạng Hot Digital Songs và số 13 trên bảng xếp hạng Billboard Hot 100, với doanh số trong tuần đầu tiên là 148.000 bản. Bài hát cũng được chứng nhận bạch kim bởi Hiệp hội Công nghiệp Ghi âm Hoa Kỳ (RIAA). Video của bài hát được chiếu lần đầu trên E!News và E!Online vào ngày 2 tháng 12 năm 2011.

## Video
Video của "Ours" được đạo diễn bởi Declan Whitebloom, người từng đảm nhiệm video Mean trước đây của Swift. Nội dung là câu chuyện nói về quá trình Taylor phải trải qua những ngày làm việc buồn tẻ và hồi tưởng về 'tình yêu xa' của mình với người yêu (Zack Gilford). Sau những ngày dài, Swift cuối cùng cũng gặp được Gilford - sau thời gian anh hoàn thành xong nghĩa vụ quân sự. Cảnh đoàn tụ ngay tại sân bay, đã gửi gắm thông điệp yêu thương, hạnh phúc và kết thúc có hậu cho MV.

## Danh sách track và định dạng
- Tải kĩ thuật số

1. "Ours" – 3:57

- Đĩa đơn CD

1. "Ours" – 3:58
2. "Ours" (Live) – 4:12

## Xếp hạng
| Bảng xếp hạng (2010-11)                  | Vị trí cao nhất |
| ---------------------------------------- | --------------- |
| Australia (ARIA)                         | 91              |
| Canada (Canadian Hot 100)                | 68              |
| UK Singles (The Official Charts Company) | 181             |
| US Billboard Hot 100                     | 13              |
| US Country Songs (Billboard)             | 5               |

## Lịch sử phát hành
| Nước   | Ngày                 | Định dạng               | Nhãn hiệu           |
| ------ | -------------------- | ----------------------- | ------------------- |
| Hoa Kỳ | 8 tháng 11 năm 2011  | Tải kĩ thuật số         | Big Machine Records |
| Hoa Kỳ | 21 tháng 11 năm 2011 | Đĩa đơn CD              | Big Machine Records |
| Hoa Kỳ | 2 tháng 12 năm 2011  | Video ca nhạc           | Big Machine Records |
| Hoa Kỳ | 5 tháng 12 năm 2012  | Đài phát thanh đồng quê | Big Machine Records |